# Epidiaskop
Epidiaskope (von altgriechisch επί epi „darauf“, δία dia „durch, hindurch“ und σκοπεῖν skopein „schauen“, also etwa: „Daraufdurchschaugerät“) sind Projektoren, die sowohl als Auflichtprojektoren (Episkope) als auch als Durchlichtprojektoren (das heißt hier als Diaprojektoren) eingesetzt werden können. Beim links abgebildeten Epidiaskop dient das große obere Objektiv der episkopischen Projektion einer von unten in das Gerät einzuführenden Vorlage. Zwischen Gehäuse und unterem Objektiv werden die (Großformat-)Dias eingeschoben.
Namhafte Hersteller sind/waren beispielsweise Ed. Liesegang, Leitz oder Hensoldt. Ebenso wie Episkope sind Epidiaskope heute oft von Videoprojektoren abgelöst worden.

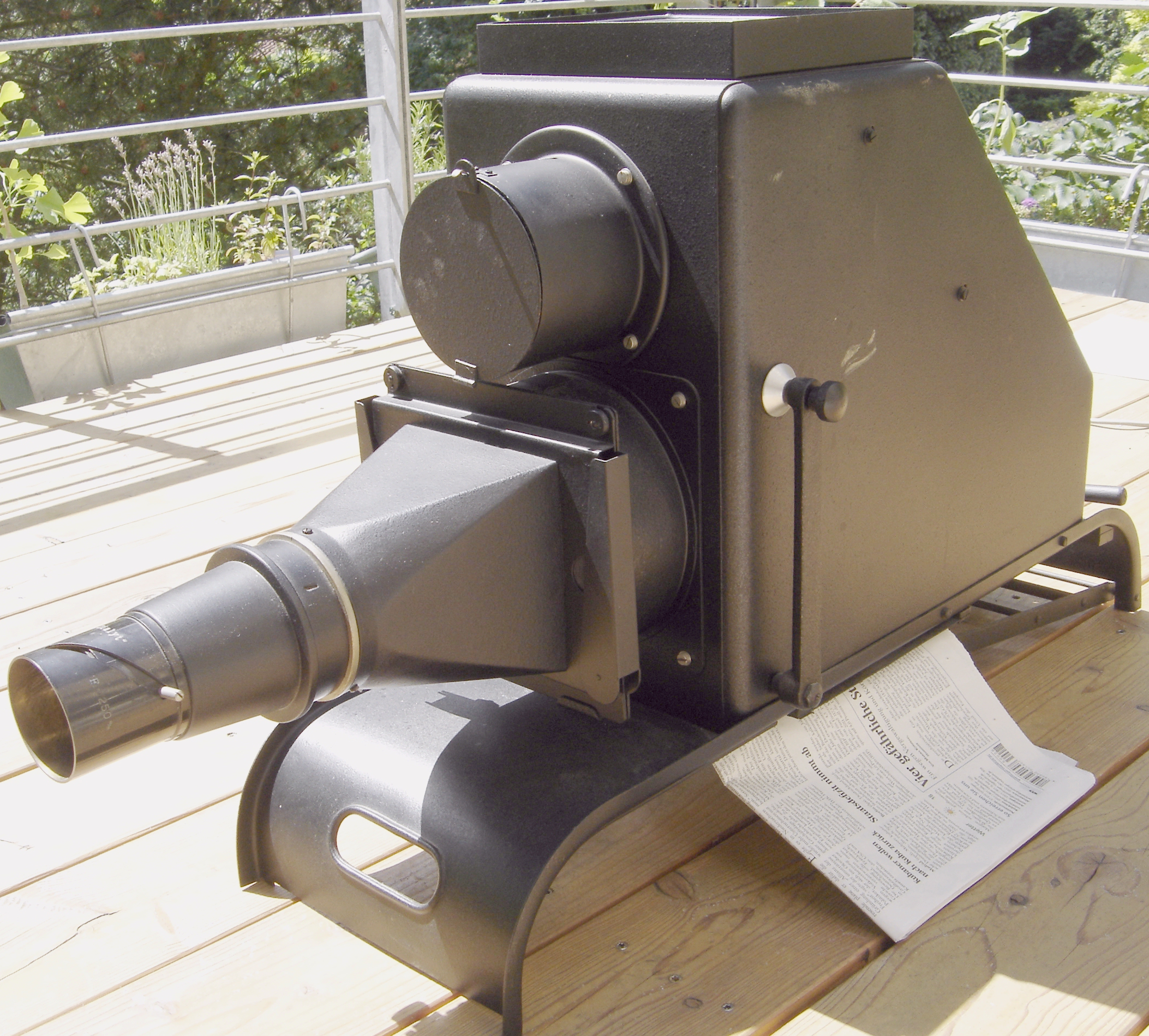
Hensoldt-Epidiaskop mit den Projektionsobjektiven Walkar und Dialyt
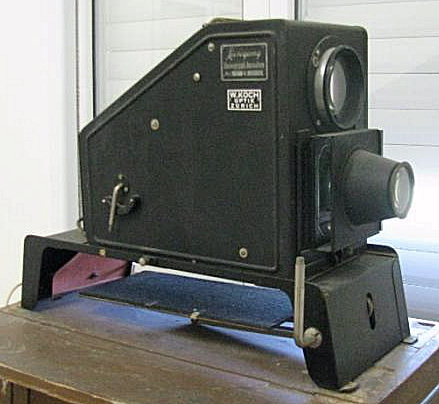
Historisches Epidiaskop der Firma Ed. Liesegang
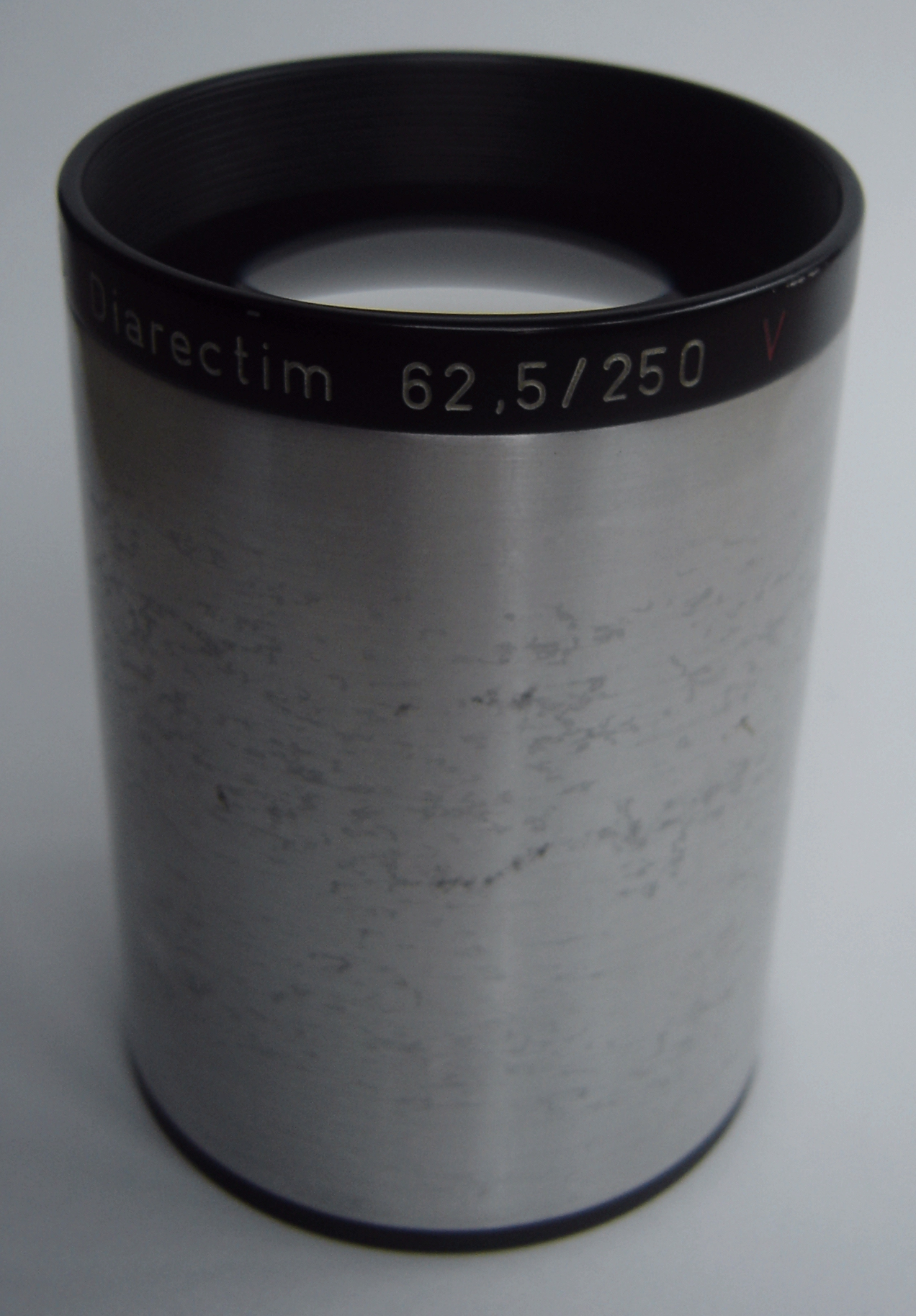
Projektionsobjektiv Diarectim des VEB Rathenower Optische Werke für ein DDR-Epidiaskop